# Agnete Laustsen
Agnete Laustsen (født 25. september 1935, død 23. oktober 2018) var en dansk politiker for Konservative Folkeparti og minister i to ombæringer. Hun var den første kvindelige sundhedsminister i Danmark, og efter det var hun boligminister, i begge tilfælde under Poul Schlüter i slutningen af 1980'erne.
Laustsen var uddannet cand.jur. fra Københavns Universitet, og derpå arbejdede hun i Indenrigsministeriet.
Hun var politisk aktiv gennem det meste af sit liv. Hun blev første gang valgt, da hun kom i borgerrepræsentationen i København i 1962, og i 1979 kom hun i Folketinget. Laustsen sad i Folketinget frem til 1998 og var blandt andet kultur- og udenrigsordfører. Hun blev udnævnt til sundhedsminister i Regeringen Poul Schlüter II fra 10. september 1987 til 3. juni 1988 og derefter boligminister i Regeringen Poul Schlüter III fra 3. juni 1988 til regeringens afgang i december 1990.
I 1989 blev hun Kommandør af Dannebrog.